# Širvintos (gemeente)
Širvintos is een van de 60 Litouwse gemeenten, in het district Vilnius.
De hoofdplaats is de gelijknamige stad Širvintos. De gemeente telt 20.200 inwoners op een oppervlakte van 906 km².

## Plaatsen in de gemeente
Plaatsen met inwonertal (2001):
- Širvintos – 7273
- Širvintų kaimas – 744
- Musninkai – 472
- Kabalda – 457
- Gelvonai – 380
- Medžiukai – 368
- Bartkuškis – 349
- Vileikiškiai – 338
- Čiobiškis – 325
- Kernavė – 307
- Zibalai - 165